# Bordovice
Bordovice (en allemand : Bordowitz) est une commune du district de Nový Jičín, dans la région de Moravie-Silésie, en République tchèque. Sa population s'élevait à 638 habitants en 2021.

## Géographie
Bordovice se trouve à 5 km à l'ouest de Frenštát pod Radhoštěm, à 12 km au sud-est de Nový Jičín, à 32 km au sud-sud-ouest d'Ostrava et à 274 km à l'est-sud-est de Prague.
La commune est limitée par Lichnov au nord, par Frenštát pod Radhoštěm à l'est, par Trojanovice au sud-est, et par Veřovice au sud-ouest et à l'ouest.

## Histoire
La première mention écrite de la localité date de 1584.

## Transports
Par la route, Bordovice se trouve à 6 km de Frenštát pod Radhoštěm, à 15 km de Nový Jičín, à 44 km d'Ostrava et à 341 km de Prague.